# Ведран Руње
Ведран Руње (Сињ, 10. фебруар 1976) бивши је хрватски фудбалер који је играо на позицији голмана, данас ради као тренер голмана у португалском великану Порту.
Био је члан омладинске школе Хајдука за који је касније дебитовао на сениорском нивоу. Наступао је још и за Стандард Лијеж, Олимпик Марсељ, Бешикташ и Ланс.
За репрезентацију Хрватске наступао је 22 пута и био у саставу екипе на Европском првенству 2008.

## Трофеји (као играч)
Бешикташ
- Куп Турске (1) : 2006/07.
- Суперкуп Турске (1) : 2006.

Ланс
- Друга лига Француске (1) : 2008/09.
- Интертото куп (1) : 2007.

Индивидуални успеси
- Голман године у Белгији (3) : 1998/99, 2000/01, 2005/06.
- Играч сезоне Олимпик Марсеља (1) : 2001/02.
- Голман године Друге лига Француске (1) : 2008/09.[2]
- Тим године Друге лига Француске (1) : 2008/09.[2]

## Трофеји (као тренер голмана)
Ројал Антверпен
- Куп Белгије (1) : 2019/20.

Порто
- Првенство Португала (1) : 2021/22.
- Куп Португала (3) : 2021/22, 2022/23, 2023/24.
- Лига куп Португала (1) : 2022/23.
- Суперкуп Португала (1) : 2022.